# Red svetega Andreja
Red svetega apostola Andreja Prvopoklicanega (rusko Орден Святого апостола Андрея Первозванного, Orden Svjatogo apostola Andreja Pervoznannogo) je najvišji red Ruske federacije. Ustanovljen je bil leta 1698 kot prvi in najvišji viteški red Ruskega imperija. Sovjetska zveza ga je ukinila, Ruska federacija pa ga je leta 1998 ponovno ustanovila kot najvišji ruski red.

## Ruski imperij

### Izvor
Red je leta 1698 ustanovil car Peter Veliki v čast svetemu Andreju, prvemu Jezusovemu apostolu in zavetniku Rusije. Sprva je imel samo en razred. Podeljevali so ga samo za najbolj izjemne civilne ali vojaške zasluge.
Peter je za prakso podeljevanja odlikovanj izvedel na svojih diplomatskih potovanjih po zahodni Evropi. V tistem obdobju so v ruski državi nagrajevali z denarjem ali velikimi posestmi. Bil je priča slavnostnih podelitev britanskega Reda podvezice  avstrijskega Reda zlatega runa in opazil ponos in lojalnost nagrajencev. Podelitev reda je za državo pomenila prihranek denarja in državne zemlje.
Prvi prejemnik Reda svetega Andreja je bil grof Fjodor Golovin. Do ukinitve reda med rusko revolucijo leta 1917 je bilo v več kot dvesto letih podeljenih samo nekaj več kot tisoč odlikovanj. V ruski monarhiji je vsak prejemnik avtomatsko prejel tudi Red svetega Aleksandra Nevskega, Red belega orla, Red svete Ane prvega razreda in Red svetega Stanislava prvega razreda. Prejemniki nižjih razredov reda so bili avtomatsko povišani v generalporočnika ali viceadmirala. Red svetega Andreja je ruska cesarska hiša podeljevala tudi v izgnanstvu. Prvi prejemnik po ruski revoluciji je bil knez Jurij Konstantinovič ob svoji polnoletnosti aprila 1923.

### Insignije
Insignije reda sestavljata obesek in zvezda.
- Obesek: na obesku je okronan črn dvoglav orel, ki nosi moder Andrejev križ. Na koncu krakov križa so črke "SAPR" (Sveti Andrej, patron Rusije). Obesek se nosi na svetlo modri lenti čez desno ramo ali ob posebnih priložnostih na umetniško izdelani ogrlici.
- Zvezda je osem kraka srebrna zvezda z miniaturnim obeskom na zlatem ozadju na sredini. Okoli obeska je napis "Za vero in zvestobo" (rusko За вѣру и вѣрность) na modrem obroču. Nosi se na levi strani prsi.

Insignije so za izjemne primere lahko okrašene z diamanti. Sedež viteškega reda svetega Andreja je stolnica svetega Andreja v Sankt Peterburgu.

### Prejemniki  (delni seznam)
- Grof Fjodor Golovin
- Car  Peter Veliki
- Generalfeldmaršal Aleksander Suvorov
- Knez  Dimitrij Golicin
- Carica Elizabeta Aleksejevna (Luiza Badenska)

## Ruska federacija
Istoimenski red, vendar z drugimi insignijami in statutom, je 27. decembra 1988 neuradno ponovno ustanovila Ruska pravoslavna Cerkev. Red je bil 1. junija 1998 z dekretom predsednika Ruske federacije № 757 ponovno uradno ustanovljen kot najvišje rusko civilno in vojaško odlikovanje. Kriteriji za podelitev reda so bili spremenjeni z odlokom predsednika № 1099 z dne 7. septembra 2010.

### Statut reda
Z Redom svetega apostola Andreja Prvopoklicanega se nagrajujejo prominentne državniške in javne osebnosti, ugledni predstavniki znanosti, umetnosti, kulture in industrije za njihove izjemne dosežke in promoviranje ruske prosperitete, veličine in slave.
Red se lahko podeli tudi tujim voditeljem držav za izjemne zasluge za Rusko federacijo.
Za razliko od prvotnega carskega reda sodobni red nima predpisanih niti posebnih oblačil niti strogih pravil, ki bi urejala njegovo nošenje. Ogrlica, obesek in zvezda carskega reda so se nosili samo z uniformo ali popolno večerno obleko. Sedanje insignije se lahko nosijo na salonih oblekah. Znan je vsaj en prejemnik, ki je nosil Red v vsakdanji obleki brez kravate, kar bi bilo v času carstva povsem nezaslišano.
Ogrlica carskega reda se je nosila obešena čez rame, sodobna pa se nosi okoli vratu.

### Insignije
Insignije sodobnega Reda svetega Andreja se zelo mali razlikujejo od carskih.
- Obesek (dvoglavi orel) na verižici (ogrlici) se nosi samo ob posebnih priložnostih obešen okoli vratu, običajno pa se nosi na 100 mm široki lenti, obešeni preko desnega ramena.
- Zvezda se nosi na levi strani prsi.

Barva lente so razlikuje od carske in je podobna barvi lente britanskega Reda podvezice. Red vojaških osebnosti ima med orlovima glavama in kronama prekrižana meča. Na zadnji strani orla je bel trak z zlatim napisom "За веру и верность" (Za vero in zvestobo).

### Prejemniki (delni seznam)
Med prejemniki Reda svetega Andreja so tudi
- Author Aleksander Solženicin
- Književnik Sergej Mihalkov
- Konstruktor  Mihail Timofejevič Kalašnikov
- Mihail Sergejevič Gorbačov, zadnji generalni sekretar CKSZ
- Ljudmila Zikina, pevka ruskih narodnih pesmi
- Valerij Šumakov, oče presajanja organov v Rusiji
- Sergej Šojgu, minister za obrambo Ruske federacije
- Sovjetski znanstvenik Dimitrij Sergejevič Lihačov, jezikoslovec, pisatelj in akademik
- Poet Rasul Gamzatovič Gamzatov, avarski pesnik in politični delavec
- Ši Džinping, predsednik Ljudske republike Kitajske
- Jurij Grigorovič, baletni plesalec in koreograf
- Daniil Aleksandrovič Granin, književnik
- Hejdar Alijev, predsednik Azerbajdžana
- Aleksej II., moskovski patriarh
- Nursultan Abiševič Nazarbajev, predsednik Kazahstana
- Narendra Modi, ministrski predsednik Indije